# Caisse des dépôts et consignations (Bénin)
Ne doit pas être confondu avec Caisse autonome d’amortissement (Bénin).
La Caisse des Dépôts et Consignations du Bénin, en abrégé CDC Bénin est un organisme public sous tutelle du Ministère de l'Économie et des Finances. Elle est dirigée par Maryse Lokossou depuis le 17 juillet 2023. Elle a succédé à Létondé. F. Brice Houéton,,,,.

## Composition, attribution, organisation et fonctionnement
La composition, les attributions, l’organisation et le fonctionnement de la CDC Bénin sont définis par le décret N° 2018-38 du 17 octobre 2018.

## Missions et attributions

### Missions
Les responsabilités de la Caisse des Dépôts et Consignations du Bénin sont les suivantes,,, :
- Rendre l'accès au financement plus facile tant pour les entreprises que pour les projets importants de l'État et des collectivités territoriales.
- favoriser la diminution des taux d'intérêt pour le financement de l'économie nationale.
- soutenir activement la transformation structurelle de l'économie nationale en réalisant les mandats qui lui sont confiés par l'État, avec pour perspective le développement des secteurs et des filières économiques.

### Attributions
Dans le cadre de la gestion de la dette publique, la CDCB est chargée de mener les activités suivantes,,,,,,,,,, :
- Assurer la réception, la conservation et la gestion des dépôts et des actifs appartenant aux organismes et aux fonds qui sont tenus de le faire ou qui en font la demande ;
- recevoir, conserver et gérer les dépôts des consignations administratives et judiciaires, ainsi que les cautionnements ;
- prendre en charge la gestion de tous les fonds, publics ou privés, que le législateur juge nécessaires d'assurer spécifiquement sous sa protection.
- assurer la gestion financière des excédents des fonds de retraite mis en place par l'État pour les fonctionnaires, ainsi que des réserves des fonds de retraite des agents non-fonctionnaires de l'État, des collectivités territoriales et des établissements publics ;
- agir en tant qu'investisseur institutionnel en menant des activités financières à long terme, notamment en soutenant des projets stratégiques et structurants définis par l'État ;
- assurer la gestion des actifs financiers et des investissements sous mandat ;
- est habilité à exercer toutes autres activités connexes ou relevant de sa mission

## Organisation et fonctionnement
Le fonctionnement quotidien de la CDCB est assuré par un Directeur Général, qui est nommé par décret pris en Conseil des Ministres, sur proposition du ministre chargé des Finances. Elle comprend deux organes :
- la Commission de Surveillance ;
- la Direction Générale.

## Siège
La CDC Bénin se trouve au deuxième étage de l'immeuble Le Jatoba à Cotonou.